# Echo Pop

Das Echo-Logo

Der Echo Pop, Eigenschreibung ECHO POP, war ein deutscher Musikpreis für Persönlichkeiten und Produktionen aus dem Bereich der populären Popmusik. Der Echo Pop war der älteste von drei Echopreisen und wurde von der Deutschen Phono-Akademie zwischen 1992 und 2018 jährlich vergeben. Neben dem Echo Pop gab es noch den Echo Klassik und Echo Jazz.

## Beschreibung
Die Rangfolge der Sieger ergab sich in den meisten Kategorien aus den addierten Wochenergebnissen der Media-Control-Verkaufscharts vom Februar eines Jahres bis zum Januar des Folgejahres. Dies hatte zur Folge, dass nicht die absoluten Verkaufszahlen – über das Gesamtjahr verteilt – berücksichtigt wurden. Dadurch war leicht eine Verzerrung der Ergebnisse möglich. Gute Verkaufszahlen von Künstlern, die über längere Zeiträume (ohne wochenaktuelle Spitzenpositionen in den Charts) gute Verkaufsergebnisse erzielten, wurden benachteiligt. In einigen Kategorien (Lebenswerk und Sonderpreise) wurden die Preisträger durch eine Jury ausgewählt. Preisträger für die Kategorien wie Live-Act und Musikvideo wurden via Online-Voting bestimmt.
Die Veranstalter des Echo gaben offiziell an, dass für jede Echo-Kategorie eine Jury existiert, diese besteht aus Mitgliedern des Bundesverbandes Musikindustrie e. V. und musikaffinen Partnern aus Rundfunk, Presse, TV sowie ehemaligen Preisträgern. Mitbegründer und Executive Producer des Echo Gerd Gebhardt erklärte am 21. März 2012 auf einer Pressekonferenz dazu, dass in jenen Kategorien zu 50 Prozent die Jury und zu 50 Prozent die Verkaufszahlen über die Preisvergabe entscheiden. Allerdings wird die Existenz von Jurys in diesen Kategorien auch angezweifelt.
Um Kritiken wie bei der Echoverleihung 2013 wegen der Nominierung von angeblicher Musik mit rechtsradikalen Hintergrund von Frei.Wild aus dem Weg zu gehen, wurde für die Echoverleihung 2014 ein Beirat gegründet, der die Musik von Künstlern mit verdächtigen Hintergründen aus Aussagen prüfen soll. Das erste Album, das unter Beobachtung stand, war das Album Still von Frei.Wild, welches diese problemlos bestehen konnte.
2017 reagierten die Veranstalter auf die Kritik an der kommerziellen Ausrichtung, aber auch an der ausufernden Preisverleihung. Die 31 Preiskategorien wurden auf 22 gekürzt und Jurys werden spezifischer ausgewählt und haben mehr Gewicht bei der Entscheidung.
Am 25. April 2018 wurde bekannt, dass die Echoverleihung eingestellt und nicht weiter fortgesetzt wird.

## Kritik und Einordnung
Selbst bezeichnet sich der Echo als „wichtigsten deutschen Musikpreis“. Kritiker sehen dagegen in dem Preis eine nicht mehr zeitgemäße Selbstinszenierung der deutschen Musikindustrie und der durch sie vermarkteten Musiker. Von einem „überholten Musik- bzw. Verkaufspreis“ sprach etwa Florian Schillat vor der Echoverleihung 2017 im Medienfachmagazin Meedia und fragte, ob der Preis nach der breiten Kritik an der Vergabepraxis noch ernst zu nehmen sei.
Für die Echoverleihung 2006 war ursprünglich ein Auftritt von Oomph! und dem Titel Gott ist ein Popstar geplant. Die Band wurde kurzfristig ausgeladen. Die Absage erfolgte seitens des RTL mit folgenden Worten: „Im Kontext der aktuellen, internationalen religiösen Diskussionen (Mohammed-Karikaturen) und im Lichte einer allgemeinen Verantwortung sehen wir eine Aufführung des Liedes Gott ist ein Popstar sehr skeptisch, ja als nicht zu verantworten“.
Zum Echo 2013 sagten die Bands MIA., Die Ärzte und Kraftklub aus Protest gegen die Nominierung der Südtiroler Rockband Frei.Wild, die aufgrund potenzieller politisch rechter Tendenzen in ihren Songs in der Kritik stehen, ihre Teilnahme ab. Die Berliner Band Die Ärzte kritisiert, dass die Vergabe der Echos sich ausschließlich nach den Verkaufszahlen  richte und deswegen auch Bands wie Frei.Wild einschließe. Drei Jahre später, 2016, wurde Frei.Wild als „Beste Gruppe Rock/Alternative (national)“ mit einem Echo ausgezeichnet.
2016 wurde der Preis als die „Helene-Fischer-Festspiele“ kritisiert, weil die Schlager-Sängerin mit vier Preisen ausgezeichnet wurde, jedoch nur dreimal nominiert war. Für die Kategorie „Bester Live-Act“ waren vom Veranstalter keine Nominierungen bekannt gegeben worden und sie erhielt den Preis aus dem Stegreif.
2018 verurteilte das Internationale Auschwitz Komitee die geplante Teilnahme des Rap-Duos Kollegah und Farid Bang: Sie sei „für alle Überlebenden des Holocaust ein Schlag ins Gesicht und ein für Deutschland beschämender Vorgang“. Hierfür wurden insbesondere die Textzeilen aus dem Stück 0815 „Mein Körper definierter als von Auschwitzinsassen“ und „Mache wieder mal ’nen Holocaust, komm’ an mit dem Molotow“ angeführt. Als Reaktion auf das ausgezeichnete Album sowie den Liveauftritt der beiden Rapper gaben zahlreiche Musiker ihre Echos zurück, darunter auch Marius Müller-Westernhagen, der gleich alle seine Echos zurückgab.

## Veranstaltungen
| Veranstaltung    | Ort                                       | Moderatoren                             | Fernsehübertragung       |
| ---------------- | ----------------------------------------- | --------------------------------------- | ------------------------ |
| 18. Mai 1992     | Köln, Flora                               | Kristiane Backer                        | keine Fernsehübertragung |
| 15. März 1993    | Berlin, Wintergarten                      | Susann Pingel                           | keine Fernsehübertragung |
| 8. März 1994     | Frankfurt am Main, Alte Oper              | Fritz Egner                             | keine Fernsehübertragung |
| 14. Februar 1995 | München, Bavaria Film- und Fernsehstudios | Reinhold Beckmann                       | keine Fernsehübertragung |
| 23. Februar 1996 | Hamburg, Congress Center Hamburg          | Thomas Ohrner                           | keine Fernsehübertragung |
| 6. März 1997     | Hamburg, Congress Center Hamburg          | Axel Bulthaupt                          | keine Fernsehübertragung |
| 5. März 1998     | Hamburg, Congress Center Hamburg          | Axel Bulthaupt                          | Das Erste                |
| 5. März 1999     | Hamburg, Congress Center Hamburg          | Kim Fisher                              | Das Erste                |
| 9. März 2000     | Hamburg, Congress Center Hamburg          | Kim Fisher                              | Das Erste                |
| 15. März 2001    | Berlin, ICC Berlin                        | Frauke Ludowig                          | RTL                      |
| 7. März 2002     | Berlin, ICC Berlin                        | Frauke Ludowig                          | RTL                      |
| 15. März 2003    | Berlin, ICC Berlin                        | Frauke Ludowig und Oliver Geissen       | RTL                      |
| 6. März 2004     | Berlin, ICC Berlin                        | Oliver Geissen                          | RTL                      |
| 2. April 2005    | Berlin, Estrel Convention Center          | Yvonne Catterfeld und Oliver Geissen    | RTL                      |
| 12. März 2006    | Berlin, Estrel Convention Center          | Michelle Hunziker und Oliver Geissen    | RTL                      |
| 25. März 2007    | Berlin, Palais am Funkturm                | Yvonne Catterfeld und Oliver Geissen    | RTL                      |
| 15. Februar 2008 | Berlin, ICC Berlin                        | Nazan Eckes und Oliver Geissen          | RTL                      |
| 21. Februar 2009 | Berlin, O2 World                          | Barbara Schöneberger und Oliver Pocher  | Das Erste                |
| 4. März 2010     | Berlin, Palais am Funkturm                | Sabine Heinrich und Matthias Opdenhövel | Das Erste                |
| 24. März 2011    | Berlin, Palais am Funkturm                | Ina Müller und Joko Winterscheidt       | Das Erste                |
| 22. März 2012    | Berlin, Palais am Funkturm                | Ina Müller und Barbara Schöneberger     | Das Erste                |
| 21. März 2013    | Berlin, Palais am Funkturm                | Helene Fischer                          | Das Erste                |
| 27. März 2014    | Berlin, Messe Berlin                      | Helene Fischer                          | Das Erste                |
| 26. März 2015    | Berlin, Messe Berlin                      | Barbara Schöneberger                    | Das Erste                |
| 7. April 2016    | Berlin, Messe Berlin                      | Barbara Schöneberger                    | Das Erste                |
| 6. April 2017    | Berlin, Messe Berlin                      | Xavier Naidoo und Sasha                 | VOX                      |
| 12. April 2018   | Berlin, Messe Berlin                      | —                                       | VOX                      |

## Preisträger

### Mehrfachgewinner
| 17 Echos - Helene Fischer 13 Echos - Kastelruther Spatzen 11 Echos - Herbert Grönemeyer - Die Toten Hosen 10 Echos - Rammstein 9 Echos - Robbie Williams 8 Echos - Andrea Berg - Udo Lindenberg - Marius Müller-Westernhagen 7 Echos - Silbermond 6 Echos - Eminem - Peter Maffay - Xavier Naidoo 5 Echos - Die Ärzte - Bushido - Die Fantastischen Vier - Kollegah - Wolfgang Petry - Pur - Stefan Raab - Rosenstolz - Ed Sheeran - Unheilig 4 Echos - Coldplay - Enigma - Peter Fox - Andreas Gabalier - Andreas Herbig - Linkin Park - Ina Müller - Santiano - Sasha - Robin Schulz - Saturn - Virgin Records - Wir sind Helden | 3 Echos - 50 Cent - AC/DC - Adele - Amazon Deutschland - Till Brönner - Howard Carpendale - Sarah Connor - Deichkind - David Garrett - Guano Apes - Annette Humpe - Ich + Ich - Joris - Lady Gaga - LaFee - Madonna - Lena Meyer-Landrut - No Angels - DJ Ötzi - Pink Floyd - Red Hot Chili Peppers - Peter „Jem“ Seifert - Sabrina Setlur - Sportfreunde Stiller - Tokio Hotel | \| Platz \| Nation \| Echos \| \| ----- \| ---------------------- \| ----- \| \| 1 \| Deutschland \| 479 \| \| 2 \| Vereinigte Staaten \| 70 \| \| 3 \| Vereinigtes Königreich \| 60 \| \| 4 \| Italien \| 20 \| \| 5 \| Kanada \| 15 \| \| 5 \| Österreich \| 15 \| \| 7 \| Schweden \| 6 \| \| 8 \| Australien \| 5 \| \| 8 \| Niederlande \| 5 \| \| 10 \| Frankreich \| 4 \| \| 10 \| Irland \| 4 \| \| 12 \| Belgien \| 3 \| \| 12 \| Finnland \| 3 \| \| 12 \| Schweiz \| 3 \| \| 12 \| Südafrika \| 3 \| \| 16 \| Argentinien \| 2 \| \| 16 \| Dänemark \| 2 \| \| 16 \| Georgien \| 2 \| \| 16 \| Griechenland \| 2 \| \| 16 \| Kuba \| 2 \| \| 16 \| Spanien \| 2 \| \| 16 \| Trinidad und Tobago \| 2 \| \| 23 \| Aserbaidschan \| 1 \| \| 23 \| Kolumbien \| 1 \| \| 23 \| Mexiko \| 1 \| \| 23 \| Moldau \| 1 \| \| 23 \| Neuseeland \| 1 \| \| 23 \| Nigeria \| 1 \| \| 23 \| Polen \| 1 \| \| 23 \| Puerto Rico \| 1 \| \| 23 \| Tschechien \| 1 \| |
| Platz | Nation | Echos |
| 1 | Deutschland | 479 |
| 2 | Vereinigte Staaten | 70 |
| 3 | Vereinigtes Königreich | 60 |
| 4 | Italien | 20 |
| 5 | Kanada | 15 |
| 5 | Österreich | 15 |
| 7 | Schweden | 6 |
| 8 | Australien | 5 |
| 8 | Niederlande | 5 |
| 10 | Frankreich | 4 |
| 10 | Irland | 4 |
| 12 | Belgien | 3 |
| 12 | Finnland | 3 |
| 12 | Schweiz | 3 |
| 12 | Südafrika | 3 |
| 16 | Argentinien | 2 |
| 16 | Dänemark | 2 |
| 16 | Georgien | 2 |
| 16 | Griechenland | 2 |
| 16 | Kuba | 2 |
| 16 | Spanien | 2 |
| 16 | Trinidad und Tobago | 2 |
| 23 | Aserbaidschan | 1 |
| 23 | Kolumbien | 1 |
| 23 | Mexiko | 1 |
| 23 | Moldau | 1 |
| 23 | Neuseeland | 1 |
| 23 | Nigeria | 1 |
| 23 | Polen | 1 |
| 23 | Puerto Rico | 1 |
| 23 | Tschechien | 1 |

### Weitere Rekorde
Die meisten Echos an einem Abend (4)
- 2013:  Die Toten Hosen (in den Kategorien: Gruppe National Rock/Pop, Hit des Jahres, Album des Jahres, Produzent/in/-en-Team des Jahres)
- 2015:  Helene Fischer (in den Kategorien: Schlager, Hit des Jahres, Album des Jahres, Musik-DVD/Blu-ray national)
- 2016:  Helene Fischer (in den Kategorien: Album des Jahres, Crossover, Live-Act national, Musik-DVD/Blu-ray national)

Die meisten Preisträger in einer Kategorie (13)
- Kastelruther Spatzen, die volkstümliche Musikgruppe Kastelruther Spatzen konnte bislang 13-mal den Echo Pop in der Kategorie „Gruppe (Schlager/Volksmusik)“ gewinnen.

Die meisten Preisträger in einer Kategorie nacheinander (7)
 Kastelruther Spatzen, die volkstümliche Musikgruppe Kastelruther Spatzen konnten von 1996 bis 2003 siebenmal nacheinander den Echo Pop in der Kategorie „Gruppe (Schlager/Volksmusik)“ gewinnen.
Jüngste Preisträger
- 2005:  Joy Gruttmann, gewann im Alter von neun Jahren einen Echo als Sängerin des Musikprojektes Schnappi in der Kategorie Download des Jahres.

### Besonderheiten
- 2002:  Herbert Grönemeyer, er gewann mit seinem Videoalbum Stand der Dinge nach 2001 zum zweiten Mal einen Echo Pop in der Kategorie Musik Home Video DVD. Bis dato konnte noch keiner einen Echo Pop für dasselbe Werk in zwei unterschiedlichen Jahren gewinnen.
- 2005:  Thomas D übergab seinen Echo, den er mit den Fantastischen Vier in der Kategorie „Künstler/-in oder Gruppe (Hip-Hop/R&B)“ gewonnen hatte, an Sido.
- 2015:  Helene Fischer, sie gewann mit ihrem sechsten Studioalbum Farbenspiel nach 2014 zum zweiten Mal einen Echo Pop in der Kategorie Album des Jahres. Bis lang konnte nur Grönemeyer einen Echo für dasselbe Werk in zwei unterschiedlichen Jahren gewinnen.